# 크리스티나 가오
크리스티나 가오(Christina Gao, 1994년 3월 7일 ~ )는 미국의 피겨 스케이팅 선수이다. 2009-2010 주니어 그랑프리 파이널 3위를 차지했다.

## 기본정보
- 생년월일: 1994년 3월 7일(31세)
- 키: 165cm
- 코치: 브라이언 오서
- 안무가: 데이비드 윌슨
- 소속클럽: 북부 켄터키 스케이팅 클럽(Northern Kentucky SC)
- ISU 공인 개인 최고 기록
  - 쇼트프로그램: 58.07 (2010 JGP Austria)
  - 프리스케이팅: 109.07 (2010 JGP Austria)
  - 총 점: 167.14 (2010 JGP Austria)

## 인물
중국계 미국인이며 아버지는 중국의 배드민턴 주니어 챔피언 출신이다. 김연아의 코치인 브라이언 오서의 지도를 받기 위해 토론토로 거점을 옮겼다.

## 경력
가오는 7살 때 피겨스케이팅을 시작했다.
2009-2010 시즌부터 국제무대에 데뷔했다. 주니어 그랑프리 2개 대회에서는 모두 3위를 차지하여, 8명만이 최종적으로 참가할 수 있는 주니어 그랑프리 파이널의 출전권을 6순위로 획득했다. 일본 도쿄에서 개최된 주니어 그랑프리 파이널에서는 실수 없는 연기로 3위에 올랐다. 이어 2010년 1월에 열린 미국 선수권에서는 시니어(성인) 자격으로 출전하여 5위에 올라, 세계 주니어 선수권의 출전권을 손에 넣었다.

## 출전대회
| 대회                  | 2007-2008 | 2008–2009 | 2009-2010 |
| --------------------- | --------- | --------- | --------- |
| 세계주니어선수권      |           |           | 8         |
| 미국선수권            | 12 N.     | 3 J.      | 5         |
| 주니어그랑프리파이널  |           |           | 3         |
| 주니어그랑프리,터키   |           |           | 3         |
| 주니어그랑프리,폴란드 |           |           | 3         |
| 중서부 지역선발전     | 1 N.      | 1 J.      |           |
| 동부 지역선발전       | 1 N.      | 2 J.      |           |

- N= 노비스(13세미만); J= 주니어(13세이상-18세미만)

## 대회결과
| 2009-2010 시즌          |                                  |        |         |          |          |
| 일시                    | 대회                             | 레벨   | SP      | FS       | Total    |
| 2010년 3월 8일 ~ 14일   | 2010 세계 주니어 선수권          | 주니어 | 9 49.34 | 6 94.52  | 8 143.86 |
| 2010년 1월 14일 ~ 24일  | 2010 미국 선수권                 | 시니어 | 5 56.26 | 5 100.27 | 5 156.53 |
| 2009년 12월 3일 ~ 6일   | 2009-2010 주니어 그랑프리 파이널 | 주니어 | 5 52.82 | 3 98.65  | 3 151.47 |
| 2009년 10월 14일 ~ 18일 | 2009 주니어 그랑프리, 터키       | 주니어 | 7 44.91 | 1 90.10  | 3 135.01 |
| 2009년 9월 9일 ~ 12일   | 2009 주니어 그랑프리, 폴란드     | 주니어 | 3 50.52 | 3 84.03  | 3 134.55 |
| 2008-2009 시즌          |                                  |        |         |          |          |
| 일시                    | 대회                             | 레벨   | SP      | FS       | Total    |
| 2009년 1월 18일 ~ 25일  | 2009 미국 선수권                 | 주니어 | 3 49.45 | 2 79.24  | 3 128.69 |
| 2008년 11월 15일 ~ 18일 | 2009 중서부 지역선발전           | 주니어 | 4 43.89 | 1 85.94  | 1 129.83 |
| 2008년 10월 10일 ~ 14일 | 2009 동부 지역선발전             | 주니어 | 1 47.01 | 5 66.61  | 2 113.62 |
| 2007-2008 시즌          |                                  |        |         |          |          |
| 일시                    | 대회                             | 레벨   | SP      | FS       | Total    |
| 2008년 1월 20일 ~ 27일  | 2008 미국 선수권                 | 노비스 | 11      | 11       | 12 83.75 |
| 2007년 11월 14일 ~ 17일 | 2008 중서부 지역선발전           | 노비스 | 3 41.83 | 1 85.34  | 1 127.17 |
| 2007년 10월 1일 ~ 6일   | 2008 동부 지역선발전             | 노비스 | 1 45.52 | 1 73.49  | 1 119.01 |

- SP = 쇼트 프로그램; FS = 프리 스케이팅
- 노비스(13세미만); 주니어(13세이상-18세미만)